# انتخابات پارلمانی ترکمنستان (۲۰۱۸)

کرسی های پارلمان ترکمنستان

انتخابات پارلمانی ترکمنستان در ۲۵ مارس ۲۰۱۸ به همراه انتخابات نمایندگان شورای محلی، مجلس مصلحت خلق و نمایندگان شوراهای این کشور برگزار شد. این انتخابات هر پنج سال یک بار در ترکمنستان برگزار می‌شود. این انتخابات برای گزینش نمایندگان ششمین دور پارلمان ترکمنستان بود.

## روش
۱۲۵ عضو این مجلس در حوزه‌های انتخابیهٔ تک‌کرسی با روش نخست‌نفری انتخاب می‌شوند.

## اجرا
۲۸۴ نفر برای کسب ۱۲۵ کرسی این مجلس تائید صلاحیت شده بودند. در فهرست نامزدها نام پسر قربانقلی بردی محمداف به نام سردار بردی محمداف به چشم می‌خورد. وی در مجلس قبل هم نماینده بود. وی از حوزه انتخاباتی دوشک استان آخال نامزد شده بود. برخی از منتقدان از این انتخابات مدعی بودند که حکومت در حال آماده‌سازی سردار بردی‌محمدوف برای جانشینی پدرش است. بر اساس قانون اساسی ترکمنستان در صورتی که رئیس‌جمهور نتواند به وظایف خود عمل کند، رئیس مجلس می‌تواند قدرت را در دست بگیرد.
۱۱۷ نفر از نامزدها از حزب دموکراتیک، ۲۸ نفر از حزب کشاورزی، ۲۳ نفر از حزب صنعتگران و کارآفرینان و ۱۱۶ نفر مستقل بودند.
نامزدهای مجلس ششم می‌توانستند تا روز ۲۳ مارس به تبلیغات خود ادامه دهند.
هیأتی از ناظران کشورهای مستقل همسود به تعداد ۸۰ نفر بر اجرای این انتخابات نظارت کردند.

## نتایج
| حزب                           | حزب                           | آرا       | ٪     | کرسی‌ها | +/–  |
| ----------------------------- | ----------------------------- | --------- | ----- | ------ | ---- |
|                               | حزب دموکراتیک                 |           |       |        |      |
|                               | حزب صنعتگران و کارآفرینان     |           |       |        |      |
|                               | حزب کشاورزی                   |           |       |        | تازه |
|                               | مستقل‌ها                       |           |       |        | تازه |
| آرای سفید/باطله               | آرای سفید/باطله               |           | –     | –      | –    |
| مجموع                         | مجموع                         | ۳٬۰۱۷٬۸۰۱ | ۱۰۰   | ۱۲۵    | ۰    |
| رأی‌دهندگان نام‌نویسی‌شده/مشارکت | رأی‌دهندگان نام‌نویسی‌شده/مشارکت | ۳٬۲۹۱٬۳۱۲ | ۹۱٫۶۹ | –      | –    |
| منبع: CEC                     |                               |           |       |        |      |